# Ophthalmocydrus
Ophthalmocydrus is een kevergeslacht uit de familie van de boktorren (Cerambycidae). De wetenschappelijke naam van het geslacht werd voor het eerst geldig gepubliceerd in 1925 door Aurivillius.

## Soorten
Ophthalmocydrus is monotypisch en omvat slechts de volgende soort:
- Ophthalmocydrus semiorbifer Aurivillius, 1925